# Xã Rinehart, Quận Dickinson, Kansas
Xã Rinehart (tiếng Anh: Rinehart Township) là một xã thuộc quận Dickinson, tiểu bang Kansas, Hoa Kỳ. Năm 2010, dân số của xã này là 212 người.